# Jury Chechi
Jury Chechi (n. 11 octombrie 1969, Prato, Italia) este un gimnast artistic ce a reprezentat Italia, medaliat olimpic. A participat la 2 ediții ale Jocurilor Olimpice (1988, 1996, 2004) în care a câștigat o medalie de aur și o medalie de bronz.